# St. Laurentius (Möckern)

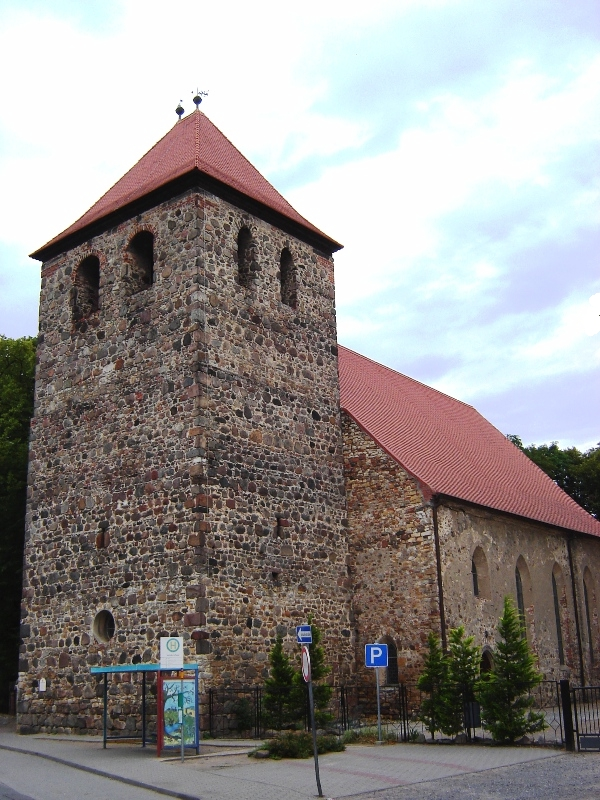
St.-Laurentius-Stadtkirche

Die evangelische St.-Laurentius-Stadtkirche ist eine Kirche im südlichen Stadtzentrum von Möckern.

## Baubeschreibung
Die Kirche besteht aus einem quadratischen Turm und einem wesentlich breiteren Kirchenschiff sowie dem wieder schmaleren Altarraum. Der Ursprungsbau des aus Feldsteinen errichteten Turms stammt aus dem 10. Jahrhundert, das Kirchenschiff aus dem 15. Jahrhundert.
Das heutige Erscheinungsbild entstammt im Wesentlichen dem 15. Jahrhundert. Damals wurde das spätromanische Kirchenschiff abgerissen, und aus seinen Feldsteinen wurde anstelle einer Basilika ein neuer Saalbau mit Giebeldach und dem schmaleren vieleckigen Altarraum errichtet. Das Kirchenschiff wurde an seinen Ecken mit Strebepfeilern versehen, und die Fenster erhielten spitzbogige Formen. Weitere heute noch sichtbare Außendetails stammen aus der Renovierungsphase der Jahre 1581 bis 1593. Damals entstand vor allem der verputzte Ostgiebel mit seinen Blenden, Gesimsen und schneckenförmigen Eckornamenten.
Südöstlich der Kirche befindet sich das um 1660/1680 errichtete Alte Pfarrhaus, nordöstlich das Kriegerdenkmal Möckern.

## Kircheninneres
Das Innere der Kirche wird von den Arbeiten bestimmt, die nach dem Brand von 1688 vorgenommen wurden. Damals erhielt das Kirchenschiff seine flach gewölbte Decke, die von zwei quadratischen Pfeilern getragen wird. An den Wänden verläuft eine Empore in Hufeisenform. Am Ende der nördlichen Empore wurde um 1710 eine Patronatsloge im barocken Stil angefügt.
Das wertvollste Inventarstück ist der Altaraufsatz aus dem Jahre 1587. Er ist ein aus Holz gestaltetes Ensemble mit dem von Säulen eingefassten Mittelteil, zwei Seitenflügeln und einem Aufsatz. Alle Teile enthalten Gemälde mit Darstellungen über Jesus in Gethsemane bis zur Himmelfahrt. Der achteckige Taufstein aus Sandstein wurde 1583 angefertigt und stand früher in der Leitzkauer Schlosskirche. Aus dem Jahre 1674 stammt die ebenfalls aus Holz geschnitzte vieleckige Kanzel, die auf einer schlanken, gewundenen Säule ruht. Sie ist mit Gemälden und Sprüchen geschmückt, sie stand ursprünglich in der Magdeburger Johanniskirche. Einen Gang durch die Geschichte der Stadt vermitteln die zahlreichen Grabsteine, von denen die Figurengrabsteine für Claus von Barby († 1579) und Kunigunde von Barby († 1588) zu den ältesten zählen.